# Florin Gheorghiu
Florin Gheorghiu (6 de abril de 1944) é um jogador de xadrez da Romênia com participação nas Olimpíadas de xadrez e campeão mundial de xadrez júnior em 1963. Gheorghiu participou das edições de 1962 a 1990 sendo o melhor resultado individual o quinto lugar em Havana (1962). Em torneios interzonais, participou de Petrópolis (1973), Manila (1976), Riga (1979) e Moscou (1982) sendo a melhor colocação o sexto lugar em 1979.